# S101 (Almere)
De s101 was een stadsroute in Almere; deze weg liep over de Hogering. De weg viel samen met een gedeelte van de voormalige provinciale weg N203, maar behoort nu tot de N702. De s101 was een buiten de bebouwde kom gelegen autoweg met een maximumsnelheid van 80 km/u.
De weg, die een onderdeel van de Ring Almere vormde, verbond de rijksweg A6 ter hoogte van de voormalige afrit 3 (thans knooppunt Gooimeer) en de Paralleldreef (s102) met de Tussenring (s104) en de Buitenring (s106).
  ·   ·   ·   ·   · 